# Хиперфокус
Хиперфокусът е интензивна форма на умствена концентрация или визуализация, която фокусира съзнанието върху даден обект, тема или задача. При някои хора различните обекти или теми могат също да включват мечти, концепции, измислици, въображение и други умствени обекти. Хиперфокусът върху дадена тема може да доведе до отклоняване от възложените или важните задачи. Той е моментът, в който човек е толкова завладян от изпълнението на онова, което прави, че забравя за всичко наоколо.
Психиатрично хиперфокусът се счита за черта на СДВХ заедно с невниманието и е предложен като черта на други състояния, като шизофренията и разстройствата от аутистичния спектър (ASD).
Той би могъл да бъде свързан с концепцията за потока. При някои обстоятелства както потокът, така и хиперфокусът, могат да бъдат в полза за дадено постижение, но при други обстоятелства те биха могли да отвлекат вниманието от поставената задача. Въпреки това, за разлика от хиперфокуса, потокът често e описван с по-положителни термини, което предполага, че те не са двете страни на едно и също състояние при контрастни обстоятелство или интелект.

## Психиатричен симптом
В някои случаи хиперфокусът би могъл да бъде симптом на психиатрично състояние. Понякога той се нарича персеверация – неспособност за или увреждане при превключването между задачи или дейности (на англ. „set-shifting“), или повторение на умствена или физическа реакция (жестове, думи, мисли) независимо от отсъствието или спирането на дразнимостта.  Разграничава се от стереотипията, която е силно повтарящо се идиосинкратично поведение.
Състоянията, свързани с хиперфокуса или персеверацията, включват разстройствата на неврологичното развитие, особено тези, които се считат за част от аутистичния спектър, и разстройството с дефицит на вниманието и хиперактивност (СДВХ). При СДВХ това би могло да е механизъм за справяне или симптом на емоционална саморегулация. Т. нар. „двойно изключителни“ хора – такива с висок интелект и обучителни трудности, биха могли да имат едното или двете поведения на хиперфокус и персеверация. Те често са имитирани от подобни състояния, включващи екзекутивна дисфункция или емоционална дисрегулация, а липсата на диагноза и лечение може да доведе до допълнителни съпътстващи заболявания.

### СДВХ
Пациентите с проблеми главно на невнимание често са забавени в мисленето и във формулирането поради разсеяност. Те могат да формулират нещата надълго и нашироко, губейки се в неуместни подробности, и да имат трудности при вземането на решения. Те също така биха могли да се концентрират прекалено много или да се „хиперфокусират“. Това явление най-често възниква, когато пациентът е ангажиран с дейности, които намира за много интересни и/или доставящи незабавно удовлетворение. За такива дейности концентрацията може да продължи часове наред, по много фокусиран начин.
СДВХ е трудност при насочване на вниманието (екзекутивна функция на челния лоб), а не липсата на внимание.
Състоянията, които е малко вероятно да бъдат объркани с хиперфокуса, често включват повтарянето на мисли или на поведение, като обсесивно-компулсивното разстройство (ОКР), постравматичния стрес и някои случаи на травматичното мозъчно увреждане.

### Аутизъм
Два основни симптома на разстройството от аутистичния спектър (ASD) включват повтарящите се звуци или движения и фиксирането върху различни неща, включително теми и дейности. Хиперфокусът в контекста на ASD също се нарича неспособност за превключването на мисли или задачи при промяна на ситуацията (когнитивна гъвкавост).
Едно предложено обяснение за хиперфокуса при хората с ASD е, че дейността, върху която са хиперфокусирани, е предвидима. Отвращението към непредсказуемите ситуации е характеристика на ASD, и докато са фокусирани върху нещо предсказуемо, те ще имат проблеми да преминат към непредсказуема задача.

### Шизофрения
Шизофренията е психично състояние, характеризиращо се с откъсване от реалността, включително манията за величие, дезорганизираното мислене и необичайното социално поведение. През 2019 г. хиперфокусът привлича вниманието като част от когнитивните симптоми, свързани с разстройството. В тази си употреба хиперфокусът е интензивен фокус върху обработката на информацията пред даден човек. Тази хипотеза предполага, че хиперфокусът е причината хората, страдащи от шизофрения, да изпитват трудности при насочването на вниманието си върху множество неща.

### Психопатия
Някои изследвания показват, че психопатите са свръхфокусирани върху получаването на възнаграждение и в резултат на това способността им да използват контекстуални подсказки, наказание или контекстуална информация за коригиране на поведението си може да бъде нарушена. Освен това те развиват тунелно зрение, което блокира всякаква стимулация (като страх от постигането на целта).

## Обяснителни бележки
1. ↑  Потокът (на англ. flow) в позитивната психология е психическото състояние, в което човек, извършващ някаква дейност, е напълно потопен в усещане за енергизирано внимание, пълно участие в и наслада от процеса на дейността. По същество потокът се характеризира с пълното включване в това, което човек прави, и с произтичащата от това трансформация в усещането за време. Потокът е смесването на действието и съзнанието; състоянието на намиране на баланс между дадено умение и колко предизвикателна е тази задача. Изисква високо ниво на концентрация.
2. ↑  Персеверацията, в областта на психологията, психиатрията и патологията на речта и говора, е повторението на определен отговор (като дума, фраза или жест), независимо от отсъствието или спирането на стимул. Обикновено се причинява от мозъчно увреждане или друго органично заболяване. Симптомите включват „липса на способност за преход или превключване на идеи по подходящ начин спрямо социалния контекст, както се вижда от повторението на думи или жестове, след като те са престанали да бъдат социално значими или подходящи“, или „действието или задачата да се направи това“ , и са по-добре описани различни от стереотипията (силно повтарящо се идиосинкратично поведение)